# José Antonio Mesa Toré
José Antonio Mesa Toré (Málaga, 1963) es un poeta español. 

## Biografía
Se licenció en Filología Hispánica en la Universidad de Málaga, donde fue profesor durante siete años. Actualmente trabaja en el Centro Cultural Generación del 27. Es asesor literario de la Revista Litoral desde finales de los 80 y codirector de la colección poética La lámpara verde, así como de las revistas Puente de Plata y El maquinista de la Generación.
Es autor de los poemarios En viento y en agua huidiza, con notables influencias de Catulo; El amigo imaginario (1991), ganador del Premio Rey Juan Carlos y con el que se adscribe a la poesía de la experiencia (uso de la métrica, situaciones cotidianas), la novela "El altivo camarero", finalista del Premio Planet en 1995, y por último, de La primavera nórdica (1998), título tomado de Cernuda, en el que se produce cierta narratividad sobre una historia amorosa llevada a cabo en España y Suecia entre el poeta y una alumna. Sus versos se publicaron en Signos (1989).También publicó la antología La alegre militancia (1996).
Su obra poética se caracteriza por el delicado intimismo y el estupendo manejo del endecasílabo, destacando su uso del soneto. Su obra ha sido incluida en antologías recientes de la poesía española contemporánea como Fin de siglo, de Luis Antonio de Villena y Poesía española reciente (1980-2000), de Juan Cano Ballesta.

En 2016 ganó el Premio Internacional de Poesía Ciudad de Melilla por su obra Exceso de buen tiempo, que fue publicada en 2017 por Visor Libros (Colección Visor de Poesía).
- Datos: Q5937965